# Bletilla ochracea
Bletilla ochracea es una especie de orquídea epifita que es originaria de Asia. 

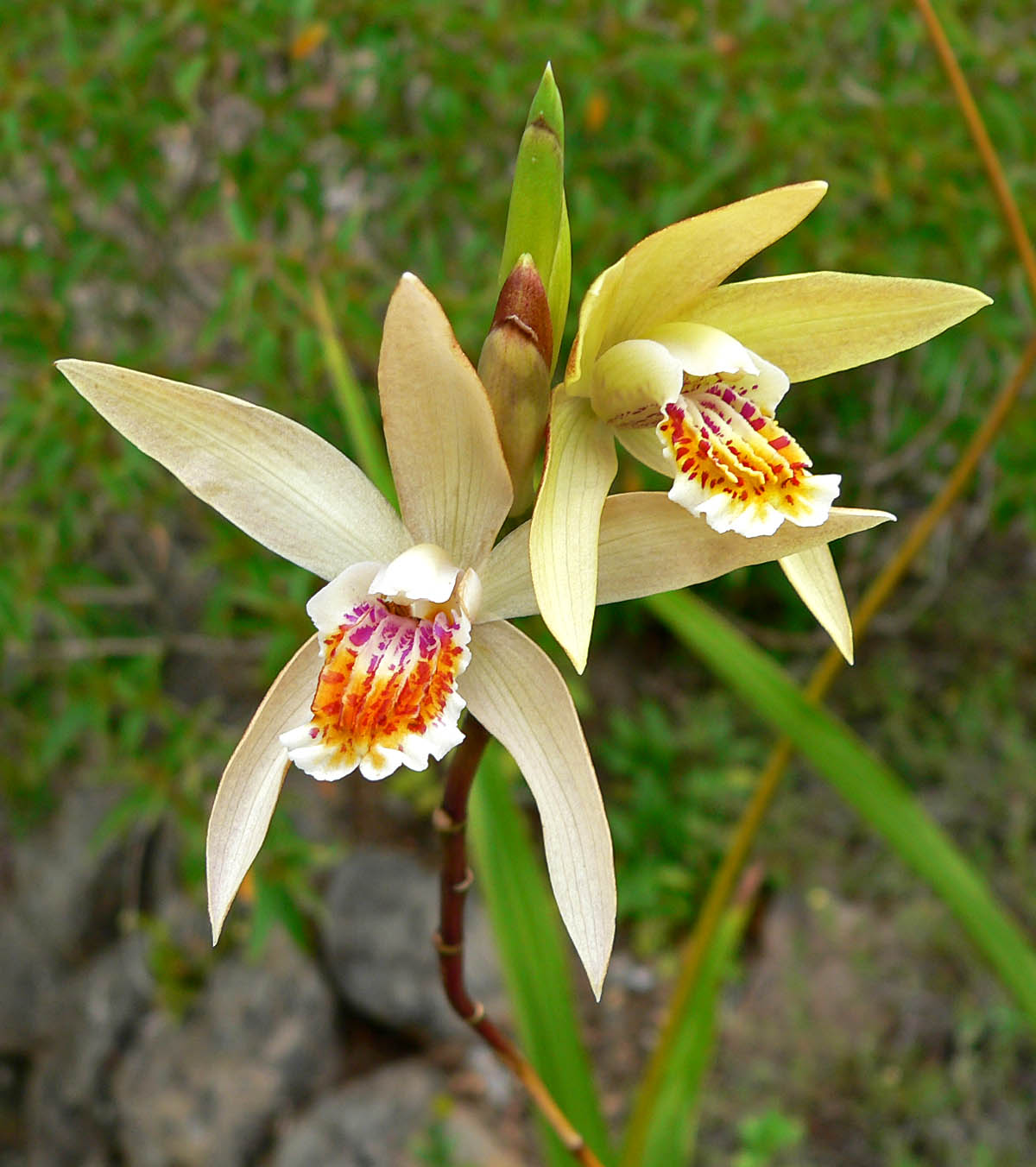
Detalle de las flores

## Descripción
Son orquídeas de pequeño a mediano tamaño que prefiere el clima fresco, con hábito de epífita con pseudobulbos ovoides oblicuos que llevan 3-4 hojas,  oblongo-lanceoladas, acuminadas apicalmente. Florece a finales de primavera hasta principios de verano en una inflorescencia erecta, terminal, de 45 cm de largo, con 3 a  14  flores con pequeñas brácteas caducas.

## Distribución y hábitat
Se encuentra en Vietnam y el sur de China alrededor de desmontes, bosques, matorrales y zonas de sombra  a altitudes entre 300 y 2.400 metros entre los pastos cortos que dan sombra. 

## Taxonomía
Bletilla ochracea fue descrita por (Hayata) Schltr. y publicado en Repertorium Specierum Novarum Regni Vegetabilis 12(312–316): 105–106. 1913.
Etimología
Bletilla: nombre genérico que tiene este nombre por su similitud con el género de orquídeas americanas Bletia, pero las orquídeas son más pequeñas.
ochracea: epíteto latino que significa "amarillo pálido, ocre".
Sinonimia
- Jimensia ochracea (Schltr.) Garay & R.E.Schult.[4][5]